# Волинське пасмо
Воли́нське па́смо (інша назва — Любомильсько-Столинське пасмо) — смуга невисоких горбів та валів, що простягається через центральну частину Волинської області та північно-західну частину Рівненської області України. Волинське пасмо є частиною Поліської низовини. Найвища точка 309 м розташована на території Камінь-Каширського району Волинської області.
Має форму вигнутої на південь дуги, що починається на півночі від міста Любомля, проходить південніше міста Ковеля та в околицях смт Маневичів. Від смт Рафалівки (у Рівненській області) пасмо тягнеться на північний схід невиразними піщаними валоподібними підняттями, які в багатьох місцях заболочені та заліснені. На захід від міста Ковеля Волинське пасмо розширюється, значні площі займають заболочені простори, ліси.
Волинське пасмо приурочене до окраїнної зони Дніпровського зледеніння. Найбільше виражена в сучасному рельєфі західна частина пасма, представлена моренними відкладами та водно-льодовиковими відкладами (піски, валуни, галечники тощо), які утворюють вали та горби (відносні висоти 30—40 м, абсолютні — до 220 м). Крім акумулятивних тут поширені денудаційні та карстові форми рельєфу. Є численні озера карстового походження.